# Антрон
Антро́н (фр. Entraunes) — коммуна на юго-востоке Франции в регионе Прованс — Альпы — Лазурный берег, департамент Приморские Альпы, округ Ницца, кантон Ванс. До марта 2015 года коммуна административно входила в состав упразднённого кантона Гийом (округ Ницца).
Площадь коммуны — 81,45 км², население — 128 человек (2006) с тенденцией к стабилизации: 120 человек (2012), плотность населения — 1,5 чел/км².

## Население
Население коммуны в 2011 году составляло — 121 человек, а в 2012 году — 120 человек.
| 1962 | 1968 | 1975 | 1982 | 1990 | 1999 | 2006 | 2007 | 2011 | 2012 |
| ---- | ---- | ---- | ---- | ---- | ---- | ---- | ---- | ---- | ---- |
| 141  | 103  | 122  | 121  | 127  | 125  | 128  | 128  | 121  | 120  |

Динамика численности населения:

## Экономика
В 2010 году из 76 человек трудоспособного возраста (от 15 до 64 лет) 58 были экономически активными, 18 — неактивными (показатель активности 76,3 %, в 1999 году — 61,6 %). Из 58 активных трудоспособных жителей работали 53 человека (31 мужчина и 22 женщины), 5 числились безработными (4 мужчины и одна женщина). Среди 18 трудоспособных неактивных граждан 1 были учениками либо студентами, 12 — пенсионерами, а ещё 5 — были неактивны в силу других причин.
На протяжении 2010 года в коммуне числилось 45 облагаемых налогом домохозяйств, в которых проживало 107,0 человек. При этом медиана доходов составила 15 тысяч 557 евро на одного налогоплательщика.